# Anoncus abbreviatus
Anoncus abbreviatus là một loài tò vò trong họ Ichneumonidae.